# Norbert Denef

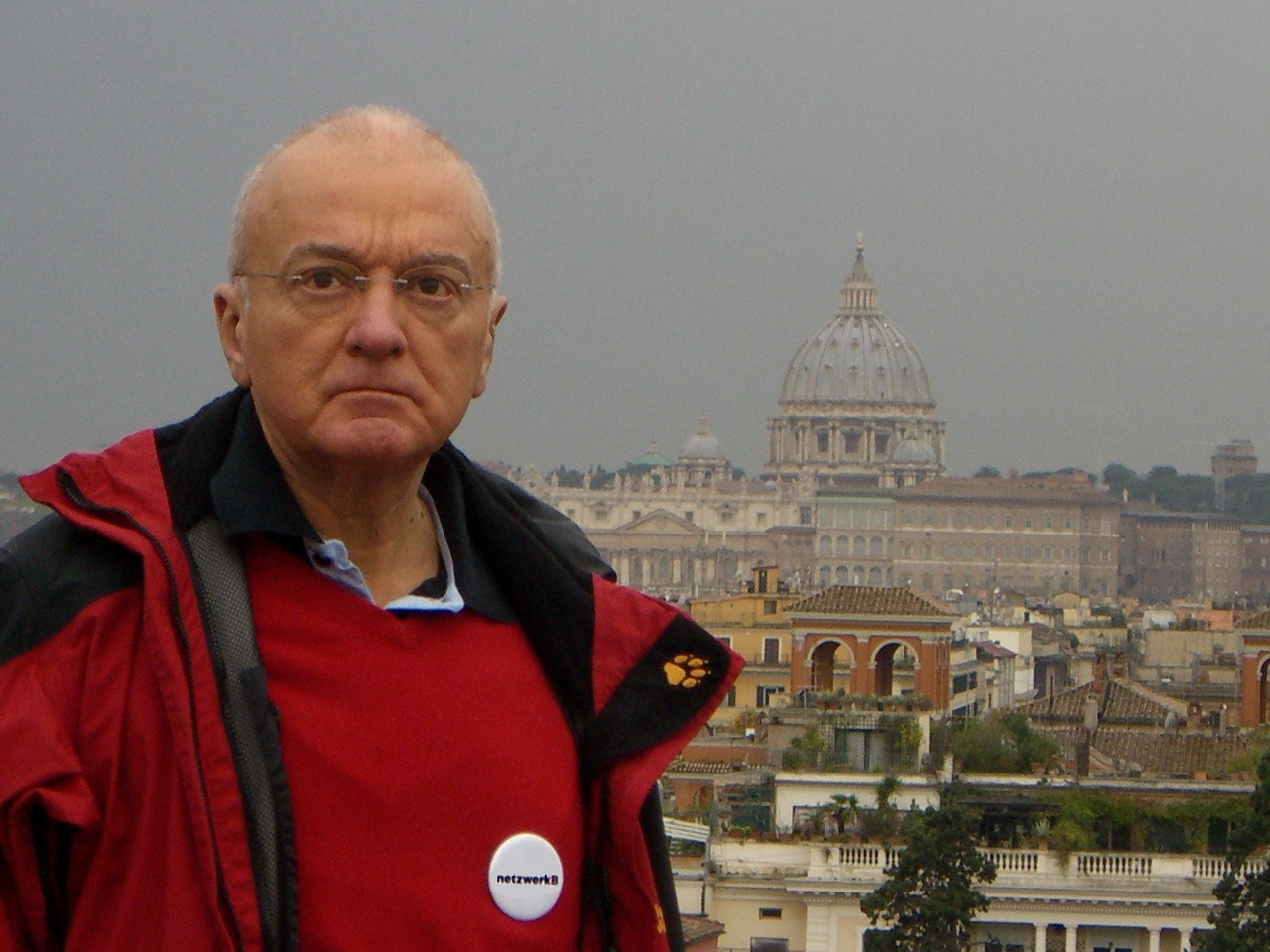
Norbert Denef 2010 in Rom

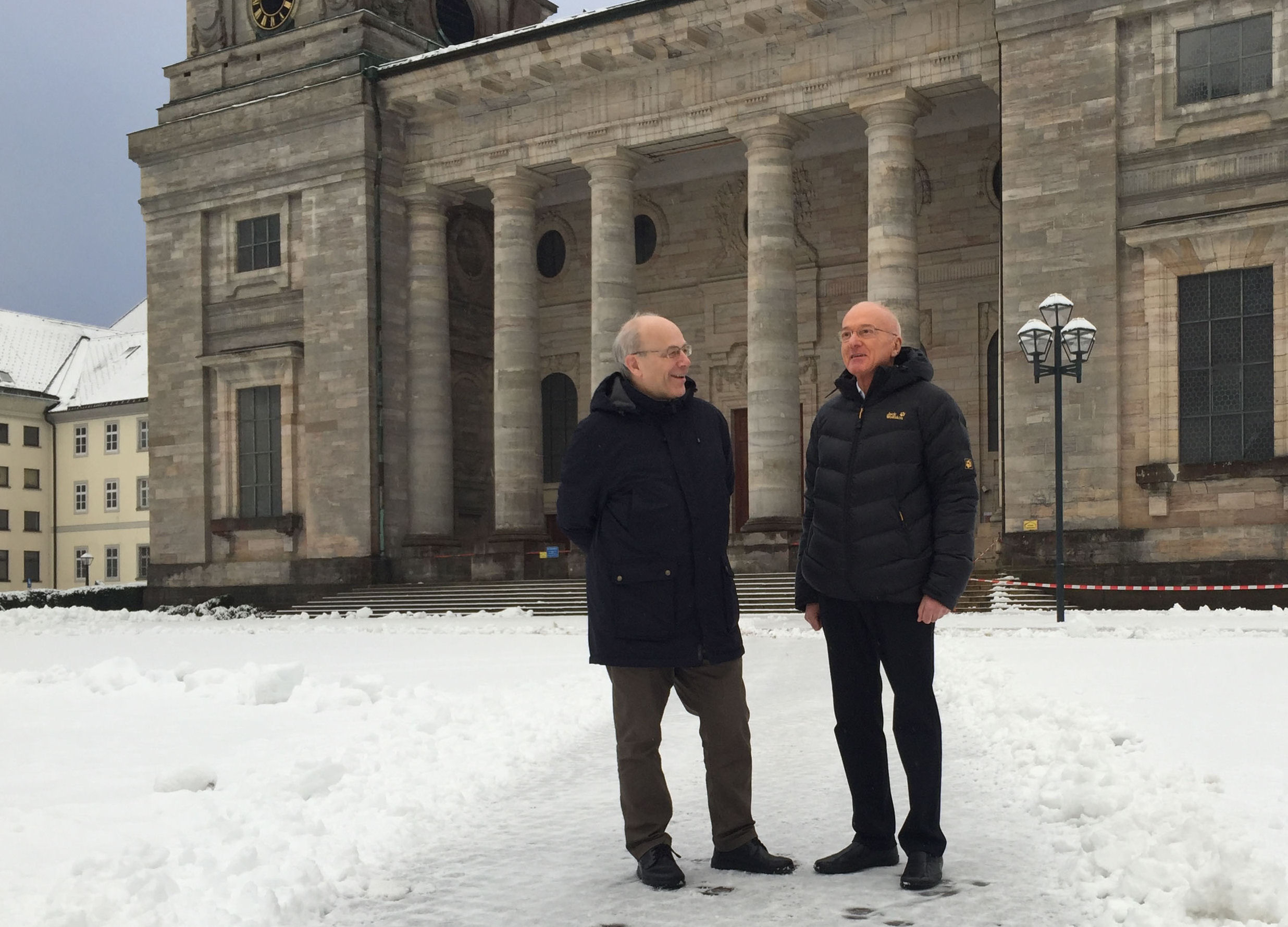
Pater Klaus Mertes und Norbert Denef, St. Blasien, 11. Januar 2016

Norbert Denef (* 5. Mai 1949 in Delitzsch) war in den Jahren 2010 bis 2018 Vorsitzender des Netzwerks Betroffener von sexualisierter Gewalt (netzwerkB). Denef ist selbst Betroffener sexuellen Missbrauchs in der römisch-katholischen Kirche in Deutschland.

## Leben und Beruf
Denef wurde in seiner Heimatstadt Delitzsch als Messdiener vom 10. bis zum 16. Lebensjahr von einem Priester und vom 16. bis zum 18. Lebensjahr von einem Organisten missbraucht.
Der erste Täter, Alfons Kamphusmann (1924–1998), war 1952 zum Priester geweiht worden. Er war als Vikar und Kurator in der Propstei zu Halle, dann in Droyßig, Delitzsch, Nordhausen, Langenweddingen, Hecklingen, Wittenberg-Piesteritz und Niedertiefenbach (Bistum Limburg) tätig. 1990 ging er in den Ruhestand und verstarb acht Jahre später. Der zweite Täter, Organist und Chorleiter der Gemeinde, wurde nie belangt.
Denef blendete das Geschehene lange aus. 1973 lud er sogar den Priester zu seiner Hochzeit ein und ließ sich von ihm trauen.
Denef war Techniker im Opernhaus Leipzig bis 1981 und an der Alten Oper in Frankfurt am Main von 1981 bis 1988, dann Technischer Leiter am Bürgerhaus Dietzenbach von 1991 bis 1998 und am Stadttheater Rüsselsheim von 1991 bis 1998. Danach war er bis 2012 im Facility Management der Stadtverwaltung von Rüsselsheim tätig. Denef ist Vater von zwei Kindern.
Denef berichtete im Jahr 2010, dass er nach wie vor an den Folgen des jahrelangen Missbrauchs leide, unter anderem an Depressionen aufgrund einer komplexen posttraumatischen  Belastungsstörung.
Im April 2018 unterrichtete Denef die Öffentlichkeit über seine Krebserkrankung. Nachdem er Chemotherapie, Strahlentherapie, Operation und die Anlage eines Stomas überstanden hatte, erklärte er, dass er aufgrund seines Traumas die medizinischen Vorsorgeuntersuchungen nie habe wahrnehmen können. Er sah die Verantwortung beim Bistum Magdeburg, das über die Taten des Priesters jahrelang Bescheid gewusst hatte. Er stellte die Forderung nach einer Kompensation in Höhe von einer Million Euro vom Bistum Magdeburg.

## Aufarbeitung und Engagement
Im 40. Lebensjahr erlitt Denef einen seelischen Zusammenbruch. Er musste lernen, über sein Schicksal zu sprechen, was ihm erstmals im November 1993 in der Familie gelang. Das Bistum Magdeburg bot ihm im Jahr 2003 eine Entschädigung für sein erlittenes Leid an, jedoch in Verbindung mit einer Schweigeverpflichtung. Im Jahr 2005 erhielt er vom Bistum schließlich 25.000 Euro ohne Schweigeverpflichtung. Norbert Denef gilt als das erste Opfer in Deutschland, das von der römisch-katholischen Kirche eine Entschädigung erwirken konnte.
2007 erschien Denefs Buch Ich wurde sexuell missbraucht. Auf Grundlage des Buchs entstand das Theaterstück Alles muss raus!, das am 20. September 2008 im Frankfurter Autoren Theater uraufgeführt wurde.

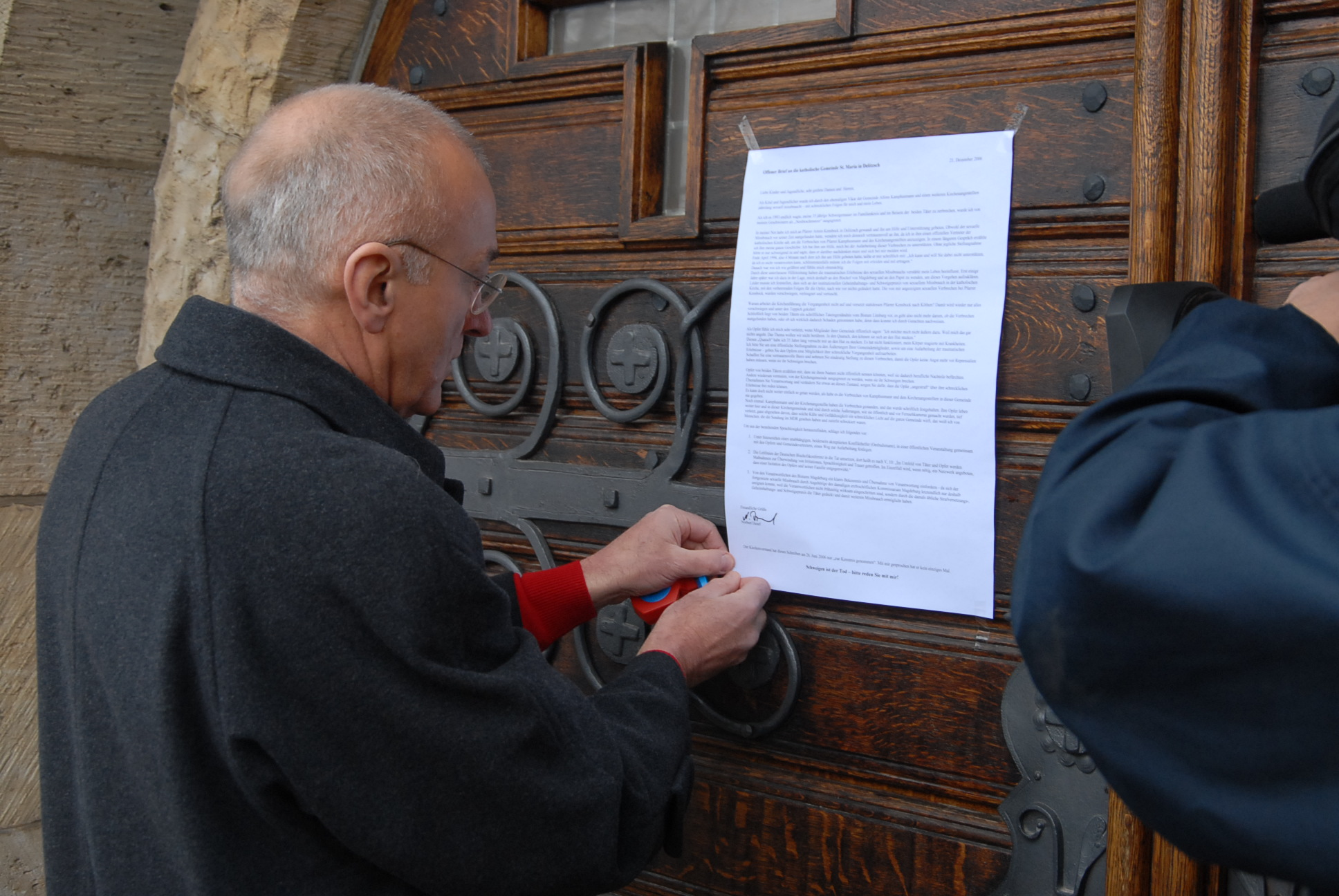
Denef heftet einen offenen Brief an die Tür der Marienkirche in Delitzsch (Dezember 2009)

Norbert Denef reichte eine Petition zur Abschaffung der Verjährungsfristen für Vergehen bei Pädokriminalität im Zivilrecht ein, die der Deutsche Bundestag im Dezember 2008 ablehnte. Denef kämpft daraufhin vor dem Europäischen Gerichtshof für Menschenrechte dafür, dass im Zivilrecht die Verjährungsfrist für sexuellen Missbrauch abgeschafft wird. Die Klage wurde ohne Angabe einer Begründung abgewiesen.
Im Dezember 2009 suchte Denef die Pfarrgemeinde St. Marien in seiner Heimatstadt Delitzsch auf. Eine Gesprächsmöglichkeit erhielt er nicht. Denef hinterließ einen offenen Brief an der Tür der Kirche. Daraufhin erhielt er zweimal eine Klageandrohung.
Am 24. Februar 2010, zu Beginn des Missbrauchsskandals in Deutschland, war Denef Teilnehmer einer Sendung der  Talkshow hart aber fair. Zwei Tage später war er Gesprächspartner von Dunja Hayali im ZDF-Morgenmagazin.
Im Frühjahr 2010 gründete er mit anderen Betroffenen das Netzwerk Betroffener von sexualisierter Gewalt, kurz netzwerkB. Zu den Kernforderungen der Organisation zählen die Abschaffung der Verjährungsfristen, die Anzeigepflicht von Kindesmissbrauch, die Aufklärung zurückliegender Straftaten und eine angemessene Entschädigung.
Beim Ökumenischen Kirchentag 2010 (12.–16. Mai 2010 in München) machte Denef energisch auf die Missachtung der Opfer aufmerksam. Dort wurde das Thema Missbrauch zwar in eigenen Podien erörtert, jedoch war kein einziges Missbrauchsopfer als Diskutant eingeladen worden. Die Kirchentagsleitung sagte zur Begründung, dass man die Opfer vor „Voyeurismus“ schützen wolle. Denef kritisierte, dass auf den Podien „Vertreter der Vertuscher und Täter“ säßen. Bei einer Veranstaltung protestierte er während der Ansprache von Klaus Mertes lautstark gegen die fehlende Repräsentanz der Opfer. Bischof Stephan Ackermann sagte daraufhin: „Der Mann hat doch Recht […] Ich habe das Gefühl, dass die Opfer aus dem Blick geraten.“ Die Tagesschau berichtete über den Vorfall.
Für die Verleihung des taz-Panter-Preises im September 2011 war Denef unter den ausgewählten Kandidaten, erhielt jedoch keinen Preis.
Am 6. Dezember 2011 war Norbert Denef zum Bundesparteitag der SPD als Gastredner eingeladen und sprach über die Situation und Leiden der Opfer. Der Parteitag beschloss einstimmig, sich für eine Aufhebung der Verjährungsfristen im Bundestag einzusetzen.
Am 8. Juni 2012 begann Denef einen Hungerstreik und erklärte: „Ich bin im Hungerstreik, weil die Bundestagsfraktion der SPD nicht dazu bereit ist, sich im Deutschen Bundestag für die Aufhebung der Verjährungsfristen von sexualisierter Gewalt einzusetzen, gleichwohl sich die Delegierten des Bundesparteitages der SPD am 6. Dezember 2011 eindeutig dafür ausgesprochen haben.“ Zahlreiche Medien berichteten über den laufenden Hungerstreik, beispielsweise die taz, die Zeit, der Spiegel und die Welt. Weitere Betroffene schlossen sich dem Hungerstreik an oder unterstützten Denef mit einer eigenen Aktion. Am 13. Juli 2012, immer noch im Hungerstreik, suchte Denef mit einigen Unterstützern das Gelände vor dem Reichstag auf, um mit Politikern der SPD ins Gespräch zu kommen, allerdings erschienen keine Vertreter der SPD. Nach Rücksprache mit Unterstützern und Ärzten beendete Denef seinen Hungerstreik am 24. Juli, nach 46 Tagen. Der Gesetzesentwurf der SPD vom 9. Oktober 2010 wurde auf besonderen Geschäftsordnungsantrag hin am 26. September 2012 im Bundestag behandelt.
Während des Hungerstreiks hatte Denef bei Avaaz Unterstützung für eine von ihm verfasste Petition für den Deutschen Bundestag gewonnen, die zur Abschaffung der Verjährungsfristen bei sexueller Gewalt aufforderte. Über 60.000 Unterschriften kamen innerhalb weniger Tage zusammen. Denef wollte die Unterschriften dem Bundestagspräsidenten Norbert Lammert übergeben, der jedoch auf Denefs Anfragen nicht reagierte. Stattdessen antwortete der Petitionsausschuss des Bundestages, man werde die Unterschriften aus formalen Gründen ablehnen, Denef solle die Unterschriften noch einmal neu sammeln. Im November 2012 übergab Denef die knapp 65.000 im Juli gesammelten Unterschriften an Ralf Stegner, der ankündigte, sie an eine Kollegin im Petitionsausschuss weiterzuleiten.

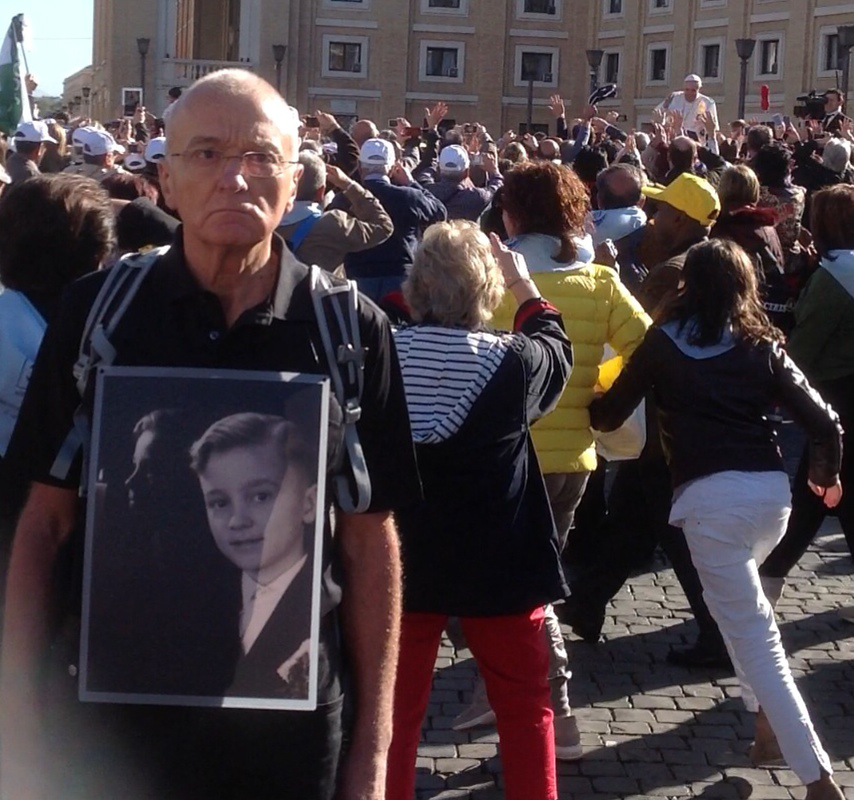
Norbert Denef in Rom auf dem Petersplatz, 6. November 2013

Im Mai 2013 wurde die Verlängerung der Verjährungsfristen (Gesetz zur Stärkung der Rechte von Opfern sexuellen Missbrauchs) vom Bundesrat bestätigt. 2016 erfolgte eine weitere Reform des Sexualstrafrechts.
Im November 2013, zwanzig Jahre nachdem er sein Schweigen gegenüber seiner Herkunftsfamilie gebrochen hatte, reiste Denef nach Rom, um ein Gespräch mit dem Heiligen Stuhl zu suchen. Er demonstrierte auf dem Petersplatz. Ein Gespräch fand nicht statt.
Im März 2018 nahm Denef telefonisch mit Hans Zollner Kontakt auf, obwohl er damals wegen seiner Krebserkrankung nicht selbst sprechen konnte. Zollner antwortete auf Denefs Fragen, die Denefs Tochter Kristin bei der Telefonkonferenz vorlas. Danach setzte Denef den Austausch mit Zollner fort. Im Dezember 2018 schilderte er Zollner in einer Mail seine Krebserkrankung und seinen Plan, mit dem Geld aus dem geforderten Schadensersatz anderen Betroffenen zu helfen, ihre Forderungen gerichtlich durchzusetzen. Abschließend bat er Zollner, die Mail an Papst Franziskus weiterzuleiten. Zollner antwortete, dass er dies tun werde.

## denefhoop

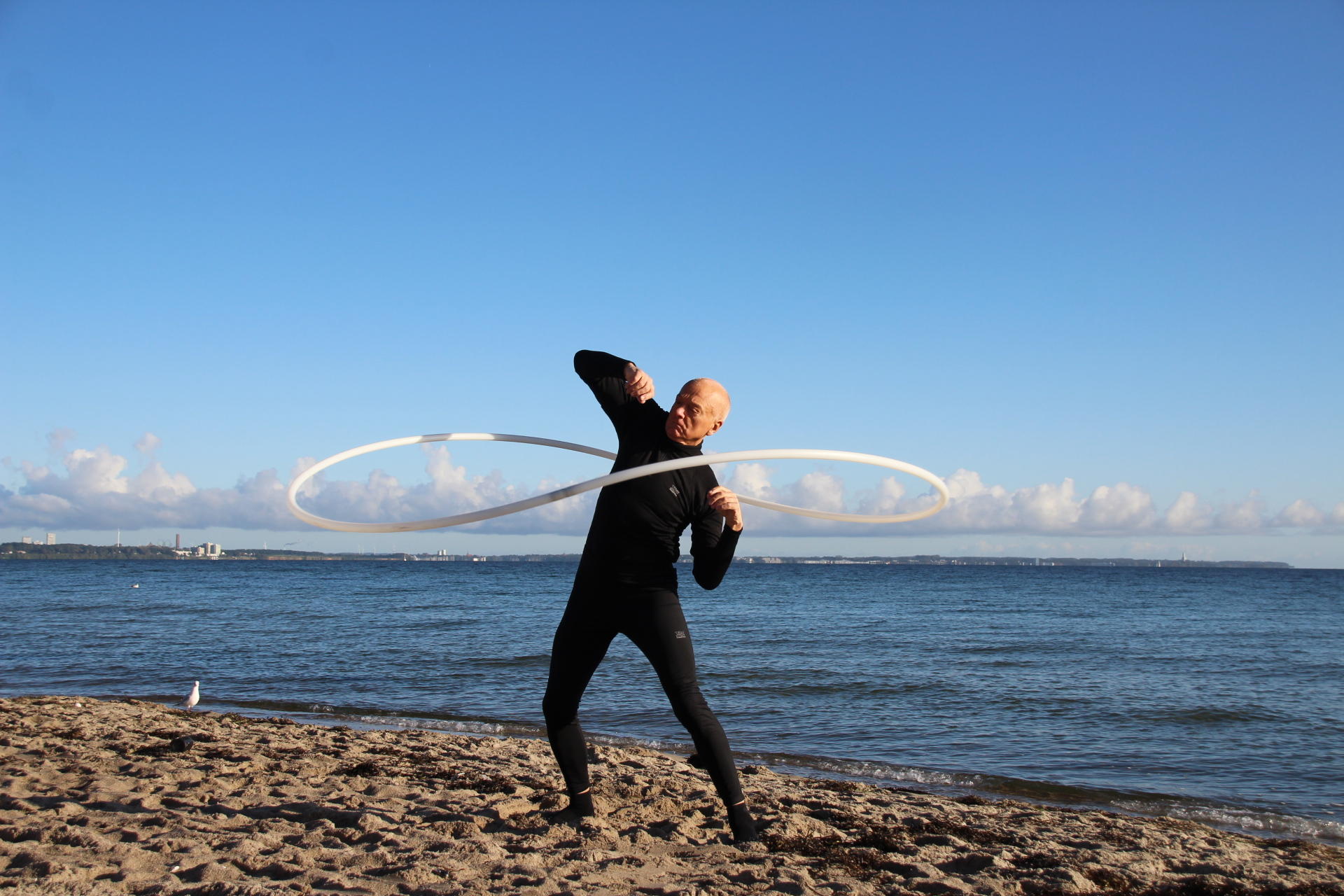
Denef mit denefhoop am Strand von Scharbeutz, 2017

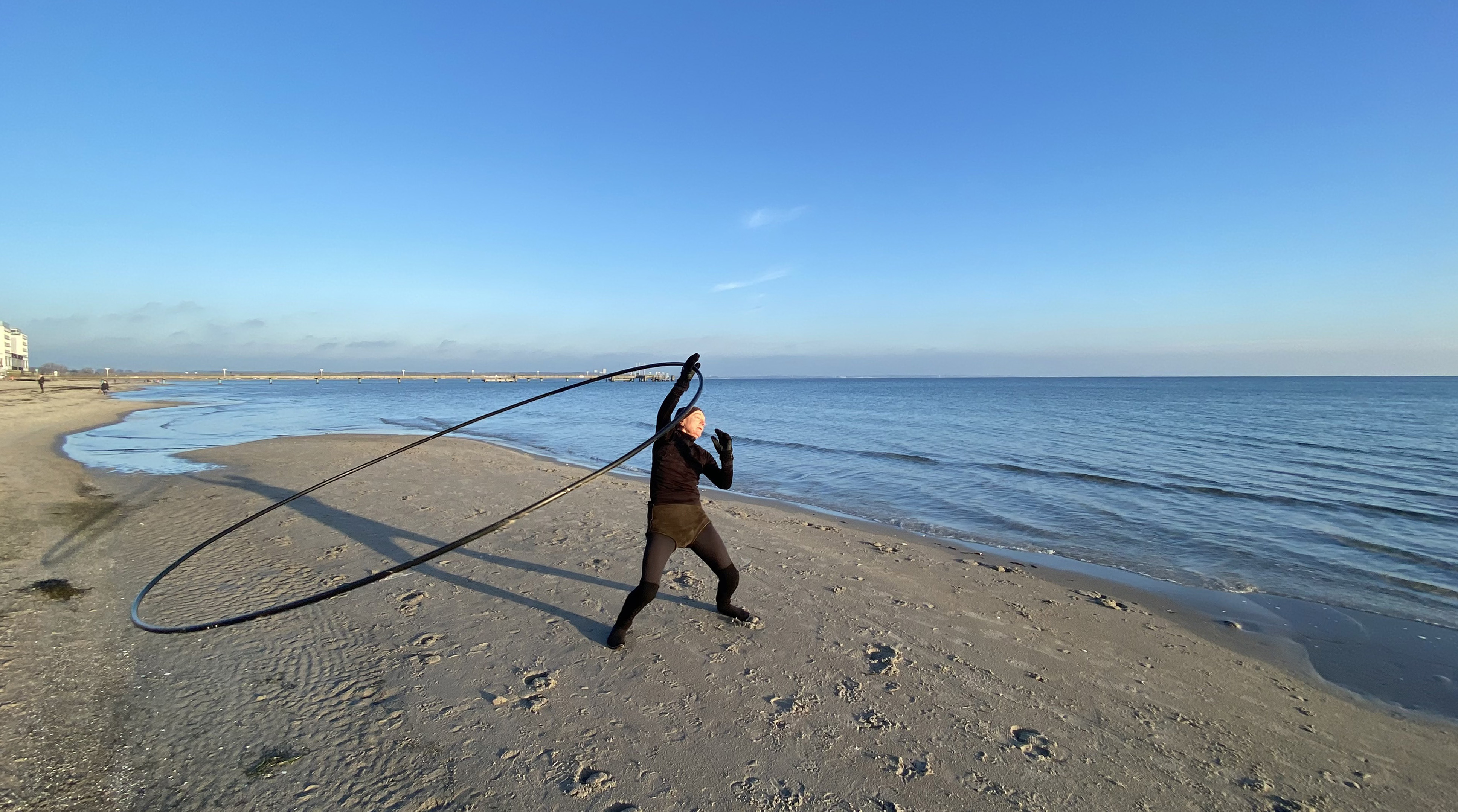
Denef mit denefhoop, 2020

Auf der Suche nach einer Möglichkeit, sich ganzheitlich zu bewegen, um Körper, Geist und Seele in Einklang zu bringen, entwickelte Denef 2016 Reifen nach Leonardo da Vincis vitruvianischem Menschen, die sich flexibel und harmonisch unterschiedlichen Stellungen anpassen; die Bewegungen mit dem denefhoop genannten Reifen dienen ebenso der Meditation und der inneren Befreiung wie der Gymnastik.

## Veröffentlichungen
- Ich wurde sexuell missbraucht. Starks-Sture, München 2007, ISBN 978-3-939586-03-6.